# 마오리어
마오리어(Te Reo Māori)는 뉴질랜드의 원주민인 마오리족이 사용하는 언어로 폴리네시아어군에 속한다. 뉴질랜드에서는 1987년부터 영어와 함께 공용어로 지정되어 있다.
2013년 뉴질랜드 인구조사에서는 뉴질랜드 인구의 3.7%인 149,000명이 마오리어로 일상 대화를 할 수 있다고 응답했다. 2015년에는 마오리족 성인의 55%가 마오리어를 어느 정도 안다고 대답했다. 이들 중 64%는 집에서 마오리어로 말하고 약 5만 명 정도는 마오리어를 “잘” 하거나 “아주 잘” 한다고 응답했다.

## 음운론

### 모음
마오리어는 5개의 모음 음색을 구분하고, 단모음과 장모음을 음소적으로 구분한다.
|        | 전설          | 중설          | 후설          |
| ------ | ------------- | ------------- | ------------- |
| 고모음 | ⟨i⟩ [i], [iː] | ⟨u⟩ [ʉ], [uː] | ⟨u⟩ [ʉ], [uː] |
| 중모음 | ⟨e⟩ [ɛ], [eː] |               | ⟨o⟩ [ɔ], [oː] |
| 저모음 |               | ⟨a⟩ [ɐ], [ɑː] | ⟨a⟩ [ɐ], [ɑː] |

### 자음
마오리어에는 10개의 자음 음소가 있다.
|        | 순음      | 치경음 | 연구개음 | 성문음 |
| ------ | --------- | ------ | -------- | ------ |
| 비음   | m         | n      | ng [ŋ]   |        |
| 파열음 | p         | t      | k        |        |
| 마찰음 | wh [f, ɸ] |        |          | h      |
| 탄음   |           | r [ɾ]  |          |        |
| 접근음 | w         |        |          |        |

## 예제
- Kia ora (키아 오라)-안녕하세요
- Haere mai (하에레 마이)-어서오세요
- Haere rā - 안녕히 가세요
- E noho rā (에 노호 라)-안녕히 계세요
- Āe (아이)-예
- Kāore (카아오레)-아니요
- Ka pai (카 파이)-좋습니다
- Koe (코에)-당신
- Kei te pēhea koe? (케이 테 페헤아 코에?)-잘 지냈어요?
- Pākehā (파케하)-백인, 유럽인. 특히 유럽계 뉴질랜드인을 지칭한다.
- Hoa (호아)-친구
- Aroha (아로하)-사랑